# Tony Marlow
Tony Marlow (Gérard Toubeau de son vrai nom) est un auteur-compositeur-interprète de rockabilly né le 25 mai 1954 à Charleroi, en Belgique.

## Carrière musicale
D'abord batteur, il passe ensuite au chant et à la guitare. Il monte son premier groupe en tant que batteur en 1977 à Paris, Rockin’ Rebels. Le groupe tourne pendant sept ans et laisse trois albums et fait, entre autres, la première partie des Stray Cats à l'Olympia de Paris en 1981. En 1984, Rockin' Rebels obtient un succès national avec le 45 tours Branche le Poste, publié par CBS Records (devenue Sony Music Entertainment) et produit par Aldo Martinez, un ancien musicien des Chaussettes noires,. La chanson bénéficie de nombreuses diffusion à la radio et à la télévision. À compter de 1978, à la suite du départ du chanteur, Tony Marlow assure à la fois le chant et la batterie.
Après la séparation de ce premier groupe, qui a lieu en 1985, Tony Marlow se lance dans plusieurs autres formations et activités. De 1988 à 1994 il produit les soirées Rock Frénésie à la Chapelle des Lombards à Paris et crée, en 1988, Tony Marlow's Blue Five, puis en 1991 Betty and the Bops, un trio qui a pour particularité de compter une chanteuse-contrebassiste pendant ses trois dernières années d'existence. La formation assure entre autres la première partie de Carl Perkins et sort cinq albums,.
Au début des années 2000, Tony Marlow reforme les Rockin' Rebels et le groupe sort deux nouveaux albums. En 2005, Betty and the Bops accompagne Janis Martin sur scène pour une date à Concarneau. Depuis 2006, Tony Marlow joue sous le nom de Tony Marlow's Guitar Party, seul en studio - avec un contrebassiste - et accompagné d'une section rythmique sur scène. Depuis la fin des années 2000, Tony Marlow organise à Paris les soirées Rockers Kulture et produit les compilations homonymes.

## Discographie

### Tony Marlow / Tony Marlow's Guitar Party
Albums :
- 1991 : Flagrant Délit au Slow Club - SwingLand (CD)
- 1995 : Hot Rod Special (CD)

- 2010 : Knock-Out! (Skydog)

### Avec Rockin' Rebels
Albums :
- 1979 : Rockin' Rebels (33 t)
- 1980 : Frogabilly (33 t)
- 1982 : 1,2,3... Jump! (Underdog, 33 t)
- 2001 : World Rockin (CD)
- 2003 : Rockin' Rebels : L'Intégrale en Français - PSD Music (CD)
- 2005 : Elvis Calling (CD)

### Avec Jamy and the Rockin' trio
2013 : Sally Wants To Rock (Rock Paradise)